# Риу-дус-Седрус
Риу-дус-Седрус (порт. Rio dos Cedros)  —  муниципалитет в Бразилии, входит в штат Санта-Катарина. Составная часть мезорегиона Вали-ду-Итажаи. Входит в экономико-статистический  микрорегион Блуменау. Население составляет 9159 человек на 2006 год. Занимает площадь 555,654 км². Плотность населения — 16,5 чел./км².

## История
Город основан 19 декабря 1961 года.

## Статистика
- Валовой внутренний продукт на 2003 составляет 87.523.972,00 реалов (данные: Бразильский институт географии и статистики).
- Валовой внутренний продукт на душу населения на 2003 составляет 9.662,62 реалов (данные: Бразильский институт географии и статистики).
- Индекс развития человеческого потенциала на 2000 составляет 0,817 (данные: Программа развития ООН).